# 말로우 (2022년 영화)
말로우(Marlowe)는 2022년 제작된 네오누아르 영화이다. 닐 조던 감독을 맡았으며, 존 밴빌의 2014년 소설 The Black-Eyed Blonde 를 원작으로 한다.

## 출연
- 리암 니슨
- 디아네 크루거
- 제시카 랭
- 애디왈레이 애키누에이아그바제이
- 앨런 커밍
- 대니 휴스턴
- 이언 하트
- 콜름 미니
- 다니엘라 멜시오르
- 프랑수아 아르노
- 패트릭 멀둔